# Quanto Mais Vida, Melhor!
Quanto Mais Vida, Melhor! é uma telenovela brasileira produzida e exibida pela TV Globo de 22 de novembro de 2021 a 27 de maio de 2022, em 161 capítulos. Substituiu a reprise de Pega Pega e foi substituída por Cara e Coragem, sendo a 96.ª "novela das sete" exibida pela emissora.
Criada e escrita por Mauro Wilson, com colaboração de Marcelo Gonçalves, Mariana Torres e Rodrigo Salomão, tem direção de Ana Paula Guimarães, Natália Warth, Dayse Amaral e Bernardo Sá, direção geral de Pedro Brenelli e direção artística de Allan Fiterman. Foi inspirada no seu especial de fim de ano Os Amadores, de 2005.
Contou com Giovanna Antonelli, Vladimir Brichta, Mateus Solano, Valentina Herszage, Bárbara Colen, Júlia Lemmertz, Marcos Caruso, Elizabeth Savalla e Ana Lúcia Torre nos papéis principais.

## Sinopse
Após morrerem em um acidente aéreo, Paula (Giovanna Antonelli), Neném (Vladimir Brichta), Flávia (Valentina Herszage) e Guilherme (Mateus Solano) recebem uma segunda chance da Morte (Marcella Maia) sob uma condição: devem consertar suas vidas e, após um ano, apenas um deles morrerá definitivamente. Dona da Terrare Cosméticos, herdada após a morte do marido, Paula é uma empresária extravagante e egocêntrica, que possui uma relação conturbada com a filha, Ingrid (Nina Tomsic), por seu jeito vulnerável e introspectivo, e vive em guerra nos negócios com a venenosa Carmem (Júlia Lemmertz), dona da empresa concorrente Wöllinger, que arma para destruí-la com a ajuda do amante Marcelo (Bruno Cabrerizo), que seduz a empresária para espioná-la. Guilherme é um médico frio e controlador, que dedicou a vida à profissão e esqueceu da família, correndo contra o tempo para salvar o casamento falido com Rose (Bárbara Colen) e a relação turbulenta com o filho Antônio (Matheus Abreu), embora viva sobre a influência e pressão da amargurada mãe Celina (Ana Lúcia Torre), que odeia sua esposa.
Neném é um jogador de futebol aposentado que mora em um casarão caótico com a mãe Nedda (Elizabeth Savalla), as duas ex-mulheres descompensadas, Jandira (Micheli Machado) e Betina (Carol Garcia), e das filhas que teve com cada uma: Martina (Agnes Brichta), que sonha em se tornar jogadora, e Bianca (Sara Vidal), que tem uma grave doença, o que faz com que o pai se enfie em várias confusões para retomar a carreira e pagar o tratamento. Empresário de Neném, Osvaldo (Marcos Caruso) vive uma relação apimentada com sua mãe, mas se torna alvo de Tetê (Zezeh Barbosa), que no passado roubou o marido de Nedda, Edson (Stepan Nercessian), e agora também quer o novo. A vida pessoal do jogador também não é menos caótica, já que ele vive um romance descompensado com Paula e reencontra Rose, seu grande amor do passado, além de ser alvo de Teca (Karina Dohme). Flávia é uma golpista que decide mudar de vida e cria uma relação de mãe e filha com Paula, para irritação de Ingrid, que passa a odiá-la. Ela se envolve em romances complicados com Guilherme e Gabriel (Caio Manhete), filho bom caráter de Carmem, além de ser a "menina dos olhos" de Murilo (Jaffar Bambirra), atraindo a inveja de Vanda (Ana Hikari), sua melhor amiga, e Ingrid, apaixonadas por ele.

## Elenco
| Intérprete             | Personagem                                     |
| ---------------------- | ---------------------------------------------- |
| Giovanna Antonelli     | Paula Terrare / Eliete da Silva                |
| Vladimir Brichta       | Luca Marino (Neném)                            |
| Mateus Solano          | Dr. Guilherme Monteiro Bragança                |
| Valentina Herszage     | Flávia Santana / Pink                          |
| Bárbara Colen          | Rose Costa Grava Monteiro Bragança             |
| Júlia Lemmertz         | Carmem Wöllinger                               |
| Ana Lúcia Torre        | Celina Monteiro Bragança                       |
| Elizabeth Savalla      | Nedda Marino                                   |
| Marcos Caruso          | Osvaldo Pederneiras                            |
| Felipe Abib            | Ronildo Marino (Roni)                          |
| Valentina Bandeira     | Cora Maria de Aparecida                        |
| Caio Manhente          | Gabriel Wöllinger                              |
| Nina Tomsic            | Ingrid Terrare / Blue                          |
| Micheli Machado        | Jandira Pontes                                 |
| Carol Garcia           | Betina Villas (Beta) / Jolie                   |
| Marcella Maia          | Morte                                          |
| Bruno Cabrerizo        | Marcelo Pereira                                |
| Tato Gabus Mendes      | Daniel Monteiro Bragança                       |
| Jaffar Bambirra        | Murilo                                         |
| Ana Hikari             | Vanda Sato (Vandinha) / Gold                   |
| Matheus Abreu          | Antônio Costa Grava Monteiro Bragança (Tigrão) |
| Agnes Brichta          | Martina Pontes Marino (Tina)                   |
| Sara Vidal             | Bianca Villas Marino (Bibi)                    |
| Luciana Paes           | Odete Santana                                  |
| Fabio Herford          | José Santana (Juca)                            |
| Mariana Nunes          | Drª. Joana Valadares                           |
| Zezeh Barbosa          | Tereza Borogodó (Tetê)                         |
| Stepan Nercessian      | Edson Marino                                   |
| Evelyn Castro          | Deusilene dos Santos (Deusa)                   |
| Thardelly Lima         | Odaílson Pafúncio Ferreira                     |
| Jussara Freire         | Antônia da Silva (Tuninha)                     |
| Karina Dohme           | Maria Teresa Santos (Teca)                     |
| Sérgio Menezes         | Francisco José das Chagas (Chicão)             |
| Pedroca Monteiro       | Subdelegado Prado                              |
| Nany People            | Lourdes / Madame Lu                            |
| Camila Rocha           | Soraia                                         |
| André Silberg          | Leco                                           |
| Carlos Silberg         | Neco                                           |
| Marcelo Flores         | Waldemar Silva (Trombada / Mister)             |
| Felipe Hintze          | Delegado Torres                                |
| Cridemar Aquino        | Delegado Nunes                                 |
| Alessandro Brandão     | Darcy / Chefe                                  |
| Tadeu Mello            | Nilton Braga / Santiago Pachamanca             |
| Fabrício Assis         | Cabeça                                         |
| Carol Marra            | Alice Fernandes Junqueira Paiva                |
| Gabriel Sanches        | Roberto Cintra                                 |
| Val Abranches          | Lorena                                         |
| Anna Paula Black       | Vera Lúcia                                     |
| Diego Francisco        | Denis                                          |
| Maria Silvia Radomille | Secretária Regina                              |
| Osvaldo Baraúna        | Marcão                                         |
| Séfora Rangel          | Rute                                           |
| João Fenerich          | Dr. Soares                                     |
| Aki Garragar           | Dr. Lázaro                                     |
| Renato Livera          | Tucão                                          |

### Participações especiais
| Intérprete        | Personagem                      |
| ----------------- | ------------------------------- |
| Cândido Damm      | Celso Terrare                   |
| Gillray Coutinho  | Jairo dos Santos                |
| Débora Lamm       | Drª. Simone Gonçalves           |
| Lúcio Mauro Filho | Dr. Cardoso                     |
| Inez Viana        | Juíza Arlete Siqueira           |
| Ingrid Gaigher    | Leona Wöllinger                 |
| Suzy Lopes        | Valdirene / Val da Pepita       |
| Diogo Nogueira    | Zé do Pasto                     |
| Diego Cruz        | Zezinho / São Judas Tadeu       |
| Júlio Levy        | Gilson                          |
| Alexandre Moreno  | Juiz Garcia                     |
| Cláudio Cinti     | Doleiro                         |
| Joelson Medeiros  | Jonas                           |
| Gustavo Wabner    | Ricardo                         |
| Marcelo Mello     | Churumim                        |
| Blue Oliveira     | Cris                            |
| Mário Hermeto     | Dr. Salomão                     |
| Alex Nader        | Conrado Tavares                 |
| Ítalo Villani     | Jura                            |
| Ella Nascimento   | Jurema                          |
| Jack Berraquero   | Claudinho Feijoada              |
| Jaedson Bahia     | Jaburú                          |
| Carol Macedo      | Rose (jovem)                    |
| José Victor Pires | Roni (jovem)                    |
| Leonardo Zanchin  | Neném (jovem)                   |
| João Bravo        | Neném (criança)                 |
| Maíra Sá Ribeiro  | Jandira (jovem)                 |
| Nicolas Ahnert    | Guilherme (jovem)               |
| Giulia Costa      | Paula/Eliete (jovem)            |
| Tiago Herz        | Juca (jovem)                    |
| Renata Benicá     | Odete (jovem)                   |
| Mirella Senna     | Paula Santana Monteiro Bragança |
| Galvão Bueno      | Ele mesmo                       |
| Alex Escobar      | Ele mesmo                       |
| Luciano Huck      | Ele mesmo                       |
| Adílio            | Ele mesmo                       |
| Nunes             | Ele mesmo                       |
| Zico              | Ele mesmo                       |
| Túlio Maravilha   | Ele mesmo                       |
| Dejan Petković    | Ele mesmo                       |
| Donizete Pantera  | Ele mesmo                       |
| Lucas Gutierrez   | Ele mesmo                       |
| Jorge Vercillo    | Garçom                          |

## Produção
Os primeiros capítulos da telenovela, então intitulada A Morte Pode Esperar, foram aprovados no último quadrimestre de 2019, ficando definido que a trama seria exibida no horário das sete da TV Globo após Salve-se Quem Puder, no ano seguinte. A história, de Mauro Wilson, roteirista de séries e programas de humor e colaborador em algumas novelas da emissora, foi inspirada no especial de fim de ano Os Amadores, escrito por ele e veiculado nos Natais de 2005 a 2007, um episódio por ano, cuja sinopse retratava quatro homens que têm uma segunda chance de viver após terem a morte declarada.
As gravações, programadas para começarem em março de 2020, foram suspensas em virtude dos primeiros impactos da pandemia de COVID-19 no Brasil. Em agosto do mesmo ano, a rede modificou o título da novela para Quanto Mais Vida, Melhor!, objetivando que o anterior não aludisse às mortes causadas pela COVID na crise sanitária. As filmagens foram realizadas de abril a novembro de 2021 sob protocolos de segurança para a saúde dos integrantes da produção.

### Escolha do elenco
Leticia Spiller interpretaria Paula, porém foi substituída por Giovanna Antonelli. Dan Stulbach foi convidado para interpretar Neném, mas preferiu a "novela das seis" Além da Ilusão e foi substituído por Vladimir Brichta. Carolina Dieckmann foi escalada para interpretar a antagonista Carmem, porém a atriz, que mora nos Estados Unidos, preferiu evitar viajar devido a pandemia e o papel passou para Júlia Lemmertz. Aracy Balabanian foi escalada para viver a mãe da personagem de Antonelli, porém por fazer parte do grupo de risco de infecção por COVID-19, foi retirada do elenco e o papel deixou de existir na sinopse original. Posteriormente sendo interpretado por Jussara Freire
Cláudia Jimenez deixou o elenco por questões de saúde e o papel de Tetê passou para Zezeh Barbosa. Originalmente pensou-se em Fernanda Montenegro e Patricia Pillar para fazer participação como a Morte, porém o autor solicitou uma atriz transexual para o papel e Nany People foi escalada. Antes do início das gravações, porém, Nany foi substituída sem maiores explicações por Marcella Maia, sendo realocada para uma outra participação como Madame Lú.

### Caracterização
A inspiração para a criação da personificação da Morte como uma personagem feminina, em vez do tradicional aterrorizante, veio do filme Endiabrado (1999), enquanto a proporção gigante da mesma veio de Querida, Encolhi as Crianças (1989). A antagonista Carmem foi inspirada em Meryl Streep como Miranda Priestly em O Diabo Veste Prada (2006) e Anjelica Huston como Fabiella em Material Girls (2006) — que também narrava a história da empresária que sabotava a empresa de cosméticos rival. Flávia foi inspirada em Julia Roberts como Vivian em Uma Linda Mulher (1990) e Natalie Portman como Jane em Closer - Perto Demais (2004). Já Paula foi inspirada na história de Eva Wilma como Rebeca na novela Plumas e Paetês (1980), uma viúva que nunca trabalhou e precisava salvar a empresa herdada do falecido marido. Vladimir Brichta buscou referências em Mário Gomes como o jogador Luca na trama Vereda Tropical (1984) para compor a personagem de maneira cômica.

## Exibição
Originalmente a novela estrearia em 27 de julho de 2020, substituindo Salve-se Quem Puder. Porém, devido ao agravamento da pandemia de COVID-19 no Brasil, a trama foi adiada enquanto foram ao ar as reprises em edição especial de Totalmente Demais (2015–16) e Haja Coração (2016). Posteriormente foi anunciado que estrearia em 19 de julho de 2021 após a segunda parte de sua antecessora original, também afetada pela crise sanitária, porém o ritmo das gravações fizeram-na ser postergada para 22 de novembro e em seu lugar entrou uma reapresentação de Pega Pega (2017–18). Em 8 de outubro, a primeira chamada foi lançada na programação da Globo. Em 10 de novembro, para evitar associações ao acidente aéreo que matou a cantora Marília Mendonça e mais quatro pessoas, a Globo retirou das chamadas as cenas do mesmo acontecimento que reúne os protagonistas nos primeiros capítulos da novela.

## Recepção

### Audiência
O primeiro capítulo de Quanto Mais Vida, Melhor! registrou média de 21,7 pontos na Região Metropolitana de São Paulo, principal praça do mercado publicitário, segundo dados da Kantar IBOPE Media, sendo considerado terceiro pior índice de uma estreia de "novela das sete" atrás apenas de Família é Tudo (2024) com 19,8 pontos e Volta Por Cima (2024–25) que marcou 21,2 pontos em seu começo. O segundo capítulo marcou 22,8 pontos. Em seu sexto capítulo, exibido em 27 de novembro de 2021, um sábado, a telenovela obteve seu menor índice, de 13,9 pontos, classificado como o pior da faixa das sete no ano e a terceira pior da história do horário. Na ocasião, a trama esteve primeiramente na vice-liderança contra o SBT, que transmitia o final da comemoração do Palmeiras como campeão da Copa Libertadores da América de 2021, por 21,8 a 12,9, e depois liderou por 15,7 a 13 da concorrente, que exibia o telejornal SBT Brasil.
Posteriormente, passou a anotar recordes: 23,7 pontos em 31 de março de 2022, 23,8 em 25 de abril, 24,7 em 9 de maio e 25,1 em 18 de maio. O último capítulo marcou 23,9 pontos na exibição inédita e 20,1 e na reapresentação, representando uma elevação de 1,2 pontos na transmissão inédita e 2,5 na reprise com relação a sua antecessora. Quanto Mais Vida, Melhor! terminou com média geral de 20,5 pontos, pior desempenho da faixa desde 2014, quando Geração Brasil registrou 19,4, além de perder 25% da audiência de Salve-se Quem Puder, última telenovela inédita do horário, e 7% da reprise de Pega Pega.

### Crítica
Tony Goes, colunista do site F5, lembrou que a trama central de Quanto Mais Vida, Melhor!, que consiste em alguém ganhar uma segunda chance para consertar seus erros antes de morrer, não é nova, mas ressaltou que "o importante é a maneira como essa história vai ser contada". No primeiro capítulo, ele elogiou a direção artística de Allan Fiterman e a forma como as histórias pessoais dos protagonistas foram apresentadas, "em cenas rápidas e sem gordura", porém afirmou que pelas mesmas serem arquétipos conhecidos a novela "não mostrou ter personalidade própria".
Nilson Xavier, do site TV História, achou a estreia da trama "auspiciosa" e escreveu que a direção de Fiterman, a edição e a trilha sonora "pontuada nas cenas" chamaram sua atenção, além de que Vladimir Brichta, Giovanna Antonelli e Júlia Lemmertz "deram o tom" de suas personagens.
Para André Santana, do site Observatório da TV, a trama começou "leve e divertida" e mostrou os protagonistas de forma "eficiente", "sem se perder no didatismo exagerado". Ele também notou que a premissa não é nova, mas ressurge num momento de arrefecimento da pandemia de COVID-19, em que "refletir sobre vida e morte de uma maneira leve é oportuno".
No decorrer da história, com índices de audiência considerados baixos, Raphael Scire, do site Notícias da TV, explicou que o motivo dos números seriam a presença de um humor não popularesco, mas refinado, e apontou certa falta de carisma dos protagonistas.

## Música
Compõem a trilha sonora de Quanto Mais Vida, Melhor! as seguintes canções:
- "Sinfonia n.º 5" (tema de abertura)
- "Can't Get You Out of My Head", Kylie Minogue (tema de trailler da novela)
- "Can't Get You Out of My Head", Ayrton Montarroyos (tema de Neném e Rose)
- "Pretty Savage", Blackpink (tema de Flávia)
- "Vem Quente Que Eu Estou Fervendo", Duda Beat (tema de Paula)
- "Together", Sia (tema de Flávia e Guilherme)
- "Vem Neném", Harmonia do Samba (tema de Neném)
- "Believe", Jade Baraldo (tema de Paula e Neném)
- "Ride It", Geri Halliwell (tema de Carmem)
- "Quelqu'un m'a Dit", Carla Bruni (tema de Guilherme e Rose)
- "Conversa Mole", Xande de Pilares part. Rael (tema de Neném)
- "Quando Fui Seu Par", Jaffar Bambirra (tema de Murilo)
- "Tijolo por Tijolo", Alcione (tema de Nedda)
- "Ela Manda", Mumuzinho (tema de Juca e Odete)
- "E Então", Ayrton Montarroyos (tema de Osvaldo e Nedda)
- "Final Feliz", Jorge Vercillo e Djavan (tema de Odailson e Deusa)
- "Bésame Mucho", Consuelo Velázquez e Andrea Bocelli (tema de Tetê)
- "El Alden", Bajofondo e Mala Rodríguez (tema de Cora e Roni)
- "Gangorra", Haikaiss (tema de Tigrão)
- "Deixa", Lagum part. Ana Gabriela (tema de Tina e Tigrão)
- "Toda Toda", Castello Branco part. Zélia Duncan (tema de Ingrid)
- "Desce pro Play (PA PA PA), MC Zaac, Anitta e Tyga (tema de Leco e Neco)
- "Necessary Evil", The Dresden Dolls (tema de Vanda)
- "Só Tinha de Ser com Você", Elis Regina
- "Eu Queria Ter Uma Bomba", Cazuza
- "Esquadros", Jaloo
- "A Falta que me Faz", Kelly Key
- "Amarillo", J Balvin
- "Weird Fishes / Arpeggi", Radiohead
- "E Eu", Jesus Lhucas (tema da cena final)

## Prêmios e indicações
| Ano  | Prêmio          | Categoria     | Nomeação           | Resultado | Ref.   |
| ---- | --------------- | ------------- | ------------------ | --------- | ------ |
| 2022 | Troféu Internet | Melhor Novela | Mauro Wilson       | Indicado  | [ 66 ] |
| 2022 | Troféu Internet | Melhor Ator   | Mateus Solano      | Indicado  | [ 66 ] |
| 2022 | Troféu Internet | Melhor Atriz  | Giovanna Antonelli | Indicada  | [ 66 ] |